# كريستوفر ريجنالد ريفيس
كريستوفر ريجنالد ريفيس (بالإنجليزية: Christopher Reginald Reeves)‏ هو مصرفي بريطاني، ولد في 14 يناير 1936، وتوفي في 20 نوفمبر 2007.